# Manihot epruinosa
Manihot epruinosa är en törelväxtart som beskrevs av Ferdinand Albin Pax och Käthe Hoffmann. Manihot epruinosa ingår i släktet Manihot och familjen törelväxter. Inga underarter finns listade i Catalogue of Life.